# John von Neumann

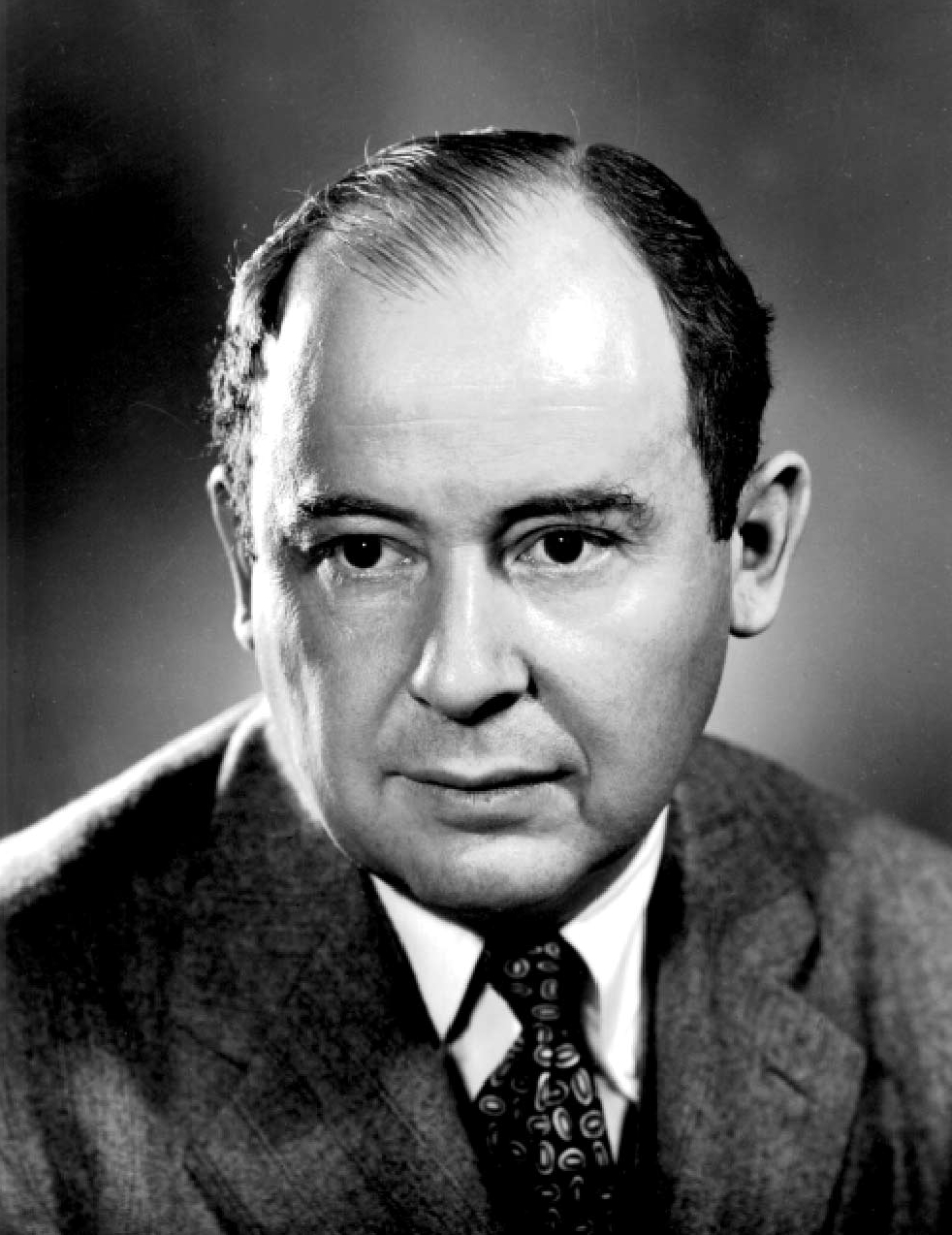
John von Neumann in de periode dat hij voor het Manhattan project werkte, jaren 40-45

John von Neumann, Hongaars: Neumann János (Boedapest, 28 december 1903 - Washington D.C., 8 februari 1957) was een Hongaars-Amerikaanse wiskundige, die behalve op vele deelgebieden van de wiskunde, ook in de natuurkunde, computerwetenschappen, informatica en economie zeer belangrijke bijdragen leverde. Hij was onder ander actief in de verzamelingenleer, de functionaalanalyse, de kwantummechanica, de operatorentheorie, de ergodentheorie, de continue meetkunde, economie en speltheorie, informatica, numerieke analyse, hydrodynamica (van explosies) en statistiek.
John von Neumann wordt algemeen beschouwd als een van de grootste wiskundigen uit de moderne geschiedenis. De wiskundige Jean Dieudonné noemde Von Neumann "de laatste van de grote wiskundigen", terwijl Peter Lax hem als de persoon met de meest "angstaanjagende technische bekwaamheid" beschreef en hem het "fonkelende intellect" van de eeuw noemde. Zelfs in het Boedapest dat rond de vorige eeuwwisseling aan de lopende band genieën produceerde, zoals Theodore von Kármán (geb. 1881), Leó Szilárd (geb. 1898), Eugene Wigner (geb. 1902), en Edward Teller (geb. 1908), viel zijn genialiteit al op.
Von Neumann was een pionier bij de toepassing van de operatortheorie op de kwantummechanica, in de ontwikkeling van de functionaalanalyse, een zeer belangrijk lid van het Manhattan Project en het Institute for Advanced Study in Princeton (als een van de vijf oorspronkelijke stafleden), en een sleutelfiguur in de ontwikkeling van de speltheorie en het concept van cellulaire automaten en de universele constructor. In een korte opsomming van feiten over zijn leven die hij opstelde voor de Amerikaanse Nationale Academie van Wetenschappen, verklaarde hij "Het deel van mijn werk dat ik als het meest essentiële zie is dat van de kwantummechanica, die zich vanaf 1926 vanuit Göttingen ontwikkelde en vervolgens in Berlijn in 1927-1929. Ook mijn werk over verschillende vormen van de operatortheorie, in Berlijn (1930) en in Princeton (1935-1939); over de ergodische stelling, Princeton (1931-1932)." Samen met Teller en Stanislaw Ulam werkte Von Neumann belangrijke, voor thermonucleaire reacties en de waterstofbom noodzakelijke, stappen in de kernfysica uit.

## Leven

### Jeugd
Von Neumann werd in Boedapest (Oostenrijk-Hongarije) geboren onder de naam Margittai Neumann János. Zijn vader Max was bankier en zijn moeder Margaret kwam uit een welgesteld Joods middenklassengezin. Von Neumann vertoonde kenmerken van een wonderkind. Naar verluidt kon hij op zijn zesde getallen van acht cijfers uit zijn hoofd op elkaar delen, had hij op zijn achtste de beginselen van differentiaal- en de integraalrekening onder de knie en las hij op zijn twaalfde het werk, "Leçons sur la théorie des fonctions" van Émile Borel.

### Studie
Von Neumann studeerde wiskunde aan de universiteit van Boedapest en de universiteit van Berlijn, en haalde de doctorsgraad in de wiskunde op 23-jarige leeftijd aan de universiteit van Boedapest op een proefschrift op het gebied van de verzamelingenleer. Zijn werk op dit gebied is later opgenomen in de deels naar hem vernoemde Von Neumann-Bernays-Gödel-verzamelingenleer.

### Carrière
Hij vervulde docentschappen aan de universiteiten van Berlijn (1927-1929) en Hamburg (1929-1930) maar ondervond steeds meer problemen met de opkomende nazi's vanwege zijn joodse afkomst. Hij besloot Duitsland de rug toe te keren en kwam uiteindelijk terecht in het Amerikaanse Princeton (New Jersey), waar hij tot aan zijn dood verbonden bleef aan het Institute for Advanced Study. Hij was een van de vier mensen, waaronder ook Albert Einstein en Kurt Gödel, die werden uitgekozen om de eerste hoogleraren/onderzoekers te worden van dit instituut.

### Rol in de Koude oorlog
Von Neumann werkte na de Tweede Wereldoorlog zeer frequent als consultant voor de Central Intelligence Agency, de United States Army, de RAND Corporation, Standard Oil, IBM en anderen.
Zijn hele leven had Von Neumann respect en bewondering voor bedrijfs- en regeringsleiders - iets wat bij zijn wetenschappelijke collega's niet vaak voorkwam. Von Neumann trad in overheidsdienst (Manhattan Project), vooral omdat hij van mening was dat als de vrijheid en de beschaving wilden overleven, dat alleen zou kunnen als de VS zouden triomferen over het totalitarisme van rechts (nazisme en fascisme) en links (Sovjet-communisme).
Als voorzitter van het Von Neumann-Comité voor raketten, en later als lid van de United States Atomic Energy Commission, was hij vanaf 1953 tot aan zijn dood in 1957 invloedrijk bij het vaststellen van de Amerikaanse wetenschappelijke en militaire beleid. In het raam van deze commissie ontwikkelde hij verschillende scenario's van nucleaire proliferatie, stond hij aan de basis van de ontwikkeling van intercontinentale raketten en onderzeebootraketten met atomaire kernkoppen, en was hij een van de opstellers van het zeer controversiële strategische evenwicht, dat wederzijds verzekerde vernietiging (Engels: MAD) werd genoemd. Tijdens een Senaatcommissiehoorzitting beschreef hij zijn politieke ideologie als "gewelddadig anti-communistisch, en nog veel militaristischer dan gebruikelijk".
Von Neumanns interesse in meteorologische voorspellingen leidde hem ertoe voor te stellen om het milieu te manipuleren door het verspreiden van kleurstoffen op de poolkappen om zo de absorptie van de zonnestraling te vergroten (door het verminderen van het albedo), wat tot een wereldwijde hogere temperatuur zou leiden. Hij was ook voorstander van een preventieve nucleaire aanval op de Sovjet-Unie, in de veronderstelling dat daarmee kon worden voorkomen dat de Sovjet-Unie de beschikking zou krijgen over de atoombom.

### Karakter
Von Neumann had een enorm vindingrijke geest en een vrijwel perfect geheugen. In tegenstelling tot veel van zijn collega's had hij een extravert karakter en hield hij van eten, drinken, dansen en plezier maken.
Von Neumann droeg steevast een conservatief grijs flanellen pak. Eénmaal reed hij zelfs in driedelig pak met krijtstreepjes door de Grand Canyon, schrijlings gezeten op een muilezel. Hij genoot ervan regelmatig grote feesten in zijn huis in Princeton te geven, soms zelfs tot twee keer per week. Zijn witte potdekselhuis op 26 Westcott Road was een van de grootste in Princeton. Hoewel hij een notoir slechte chauffeur was, hield hij van autorijden. Vaak las hij al rijdend tegelijkertijd een boek. Deze bizarre gewoonte leidde tot talrijke arrestaties en meerdere ongevallen. Toen Cuthbert Hurd hem als consultant bij IBM inhuurde, betaalde Hurd vaak stilletjes Von Neumanns verkeersboetes.

### Overlijden
Von Neumann stierf in 1957 aan botkanker, die hij mogelijk opliep toen hij aanwezig was bij de detonatie van atoom- en waterstofbommen. Overigens stierven opvallend veel natuurkundigen en technici aan kanker die in de eerste helft van de 20ste eeuw werkten met of te maken kregen met radioactief materiaal. Dit was meestal te wijten aan de aanvankelijk gebrekkige kennis van de gevaren van radioactiviteit voor de gezondheid en de daarom summiere veiligheidsmaatregelen met betrekking tot straling. Vaak werd er in de beginjaren zelfs helemaal geen afscherming gebruikt bij het werken met materialen als uranium en radium. Andere bekende natuurkundigen die hoogstwaarschijnlijk aan kanker veroorzaakt door ioniserende straling overleden waren Marie Curie en Enrico Fermi.

## Werk

### Kwantummechanica
Na zijn afstuderen kreeg Von Neumann een beurs om zijn postdoctorale werk te doen aan de universiteit van Göttingen, bij David Hilbert. Samen werkten ze aan de wiskundige grondslagen van de kwantumfysica. Ook later werkte Von Neumann aan ditzelfde onderwerp, wat leidde tot de ontwikkeling van de Von Neumann-algebra's, en uiteindelijk in 1955 tot een bewijs van de equivalentie van de Erwin Schrödingers golfmechanica en Werner Heisenbergs matrixmechanica, de twee belangrijkste beschrijvingsmethoden van de kwantummechanica. In 1932 publiceerde hij het boek The Mathematical Foundations of Quantum Mechanics.

### Militaire consultancy; betrokkenheid bij het Manhattan project

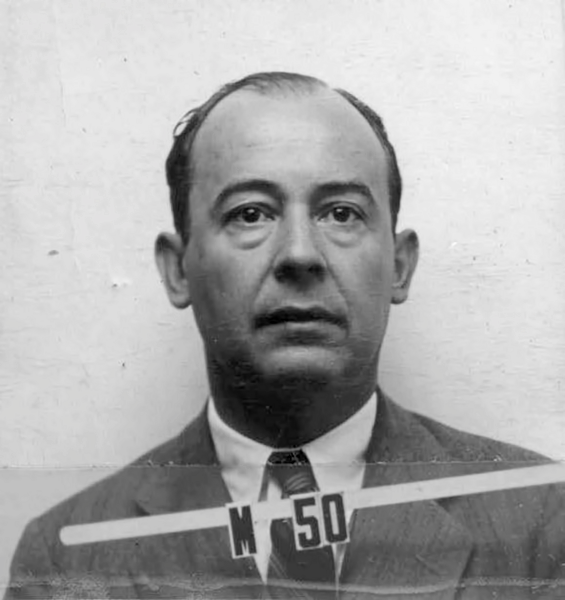
John von Neumanns Los Alamos' ID-badge

Beginnend in de late jaren 1930 kreeg Von Neumann steeds meer belangstelling voor de toegepaste (in tegenstelling tot zuivere) wiskunde. In het bijzonder ontwikkelde hij een expertise in explosieve verschijnselen, die moeilijk wiskundig zijn te modelleren. Dit bracht hem een groot aantal militaire adviesbanen, voornamelijk voor de Marine, wat vervolgens leidde tot zijn betrokkenheid bij het Manhattan Project. Deze betrokkenheid hield onder andere in dat Von Neumann frequent treinreizen ondernam naar de geheime onderzoeksfaciliteiten van het Manhattan project in Los Alamos, New Mexico.
Von Neumanns belangrijkste bijdrage aan de atoombom zelf lag in het concept en het ontwerp van de explosieve lenzen, die nodig waren om de plutoniumkern van het Trinity testtoestel en het "Fat Man"-kernwapen, dat later op Nagasaki gedropt zou worden, samen te drukken. Hoewel Von Neumann niet aan de basis stond van het "implosie"-concept, was hij een van haar meest hardnekkige voorstanders. Hij stimuleerde de verdere ontwikkeling ervan, in weerwil van veel van zijn collega's die een dergelijk ontwerp onwerkbaar vonden. Het werk aan het ontwerp van de lensvorm werd in juli 1944 voltooid.
Tijdens een bezoek aan Los Alamos in september 1944 liet Von Neumann zien dat de drukstijging als gevolg van weerkaatsing van de explosieve schokgolf door vaste voorwerpen veel groter was dan voorheen werd gedacht als de invalshoek van de schokgolf tussen de 90° en een gelimiteerde hoek lag. Als een resultaat hiervan werd bepaald dat de effectiviteit van een atoombom vergroot zou worden door een detonatie enkele kilometers boven het doelwit in plaats van op de begane grond.
Vanaf het voorjaar van 1945 maakte Von Neumann, samen met vier andere wetenschappers en diverse militairen, deel uit van het selectiecomité, dat verantwoordelijk was voor het kiezen van de Japanse steden Hiroshima en Nagasaki als eerste doelwitten van de atoombom. Von Neumann overzag de berekeningen om de verwachte kracht van de bomontploffing, de schatting van het aantal doden, en de hoogte boven de grond te bepalen waarop de atoombommen tot ontploffing moesten worden gebracht, om een optimale schokgolf en propagatie te verkrijgen, waarmee een maximaal effect kon worden bereikt. De culturele hoofdstad Kyoto, die tot dan toe gespaard was gebleven voor de vuurbombardementen, die op militair belangrijke doelgroepsteden zoals Tokio waren uitgevoerd, was Von Neumanns eerste keuze, een keuze die werd ondersteund door de Manhattan projectleider Leslie Groves. Deze keuze werd echter afgewezen door de Amerikaanse Minister van Oorlog Henry Stimson.

### Economie en speltheorie
Naast zijn andere werkzaamheden was Von Neumann de grondlegger van de speltheorie en publiceerde met Oskar Morgenstern het klassieke boek Theory of Games and Economic Behavior in 1944. Hij ontdekte onder meer de minimax-stelling, die de volledige strategie beschrijft van spelers in tweepersoons nulsomspellen.
Von Neumann eerste belangrijke bijdrage aan de economie was de minimax-stelling uit 1928. Deze stelling stelt dat er in bepaalde nulsomspellen met perfecte informatie (dat wil zeggen spellen, waarin de spelers op elk tijdstip alle zetten weten die tot dan toe in het spel hebben plaatsgevonden), voor iedere speler een strategie bestaat die het voor beide spelers mogelijk maakt hun maximale verliezen te minimaliseren (vandaar ook de naam minimax). Bij het onderzoeken van elke mogelijke strategie moet een speler rekening houden met alle mogelijke tegenzetten van de tegenspeler en met het maximale verlies. De speler speelt dan de strategie die zal resulteren in het minimalisatie van het maximale verlies. Een dergelijke strategie, die het maximale verlies minimaliseert, wordt voor beide spelers optimaal genoemd, wanneer hun minimaxen (in absolute zin) aan elkaar gelijk en tegengesteld (in teken) zijn. Als de gemeenschappelijke waarde nul is, wordt het spel verder zinloos.
Uiteindelijk verbeterde Von Neumann de minimax-stelling en breidde hij deze uit tot spellen met meer dan twee spelers, waarbij incomplete informatie een rol spelen. Dit werk mondde in 1944 uit in zijn klassieke werk Theory of Games and Economic Behavior (speltheorie en economisch gedrag), samen geschreven met Oskar Morgenstern. De publieke belangstelling voor dit werk was zodanig, dat The New York Times er een voorpaginaverhaal aan wijdde, iets dat tot dan toe alleen Einstein was overkomen.
Von Neumanns tweede belangrijke bijdrage op dit gebied was in 1937 de oplossing van een probleem dat in 1874 voor het eerst was beschreven door Léon Walras, het bestaan van situaties van evenwicht in wiskundige modellen van marktontwikkeling gebaseerd op vraag en aanbod. Hij onderkende als eerste dat een dergelijk model door middel van ongelijkheden en niet door middel van vergelijkingen zou moeten worden uitgedrukt. Vervolgens vond hij een oplossing voor Walras zijn probleem door een dekpuntstelling, afgeleid uit het werk van L.E.J. Brouwer, toe te passen. Het blijvende belang van zijn werk over algemene evenwichten en de methodologie van dekpuntstellingen wordt onderstreept door de toekenning van de Nobelprijzen in 1972 aan Kenneth Arrow, in 1983 aan Gérard Debreu, en in 1994 aan John Nash, die de theorie van Von Neumann had verbeterd in zijn these aan de Universiteit van Princeton.

### ENIAC
Aan het eind van de Tweede Wereldoorlog raakte hij betrokken bij het militaire project ENIAC, de bouw van de eerste elektronische computer. Er was een opvolger gepland, de EDVAC, en Von Neumann ontwierp hiervoor de naar hem genoemde revolutionaire Von Neumann-architectuur, waarbij een CPU en een werkgeheugen worden gebruikt, waarbij niet alleen de data, maar ook het programma in het werkgeheugen geladen wordt. Deze architectuur wordt in essentie nog steeds gebruikt in alle niet-parallelle computers. Hij bedacht het vakgebied van de cellulaire automaten op een papiertje en ontwierp de eerste zelfreplicerende automaten met papier en potlood. De term 'Von Neumann-machine' wordt ook gebruikt voor zelfreplicerende machines. Von Neumann wordt dan ook beschouwd als de grondlegger van de huidige computerarchitectuur.